# 孙祥炎
孙祥炎（1933年—2023年），曾用名孙祥延，男，安徽桐城人，中华人民共和国政治人物，毕业于山西机械高级技工学校（太重集团公司技工学校-太重技校，曾任太原重型机器厂党委副书记，山西省人大常委会副主任，山西省总工会主席，第八届全国政协委员。